# Apostelkirken
Apostelkirken er en del af den evangelisk lutherske folkekirke og blev bygget i 1901 af Valdemar Koch og hører til Vesterbro Provsti, Københavns Stift. Kirken har adresse på Saxogade 13, men der findes desuden en indgang fra Westend nr. 10.
Tårnet står som en teaterkulisse. Det var oprindelig en del af en husfacade, før saneringen af Saxogade i slutningen af halvtredserne.

## Historie

### Baggrund for opførelse af Apostelkirken
Apostelkirken blev bygget på baggrund af den massive indvandring til i byen i det sidste halvdel af det 19. århundrede. Indbyggertallet på Vesterbro steg fra 1711 personer i 1840 til 65.565 i 1901. På den tid var der dog imidlertid kun Sct. Matthæus Kirke i hele bydelen, hvilket fremmedgjorde tilflytterne for kirken, der bestod af bunkebryllupper og bunkebegravelser. På den baggrund blev Det Københavnske Kirkefond startet, og denne fond har været med til at bygge ca. 100 kirker. Apostelkirken var dog i modsætningen til de andre kirkefondskirker mere et projekt blandt rigmænd, som i 1897 fremsatte ideen og skaffede de fornødne penge til byggeriet.

### Opførelsen af kirken
| Citat | Giv Du, o Herre, at dette Dit Hus maa blive fuldført til din Ære og tjene Menighedens Opbyggelse i Dit Hellige Navn | Citat |
|       | |       |

Citat fra det dokument, der blev lagt ned ved siden af grundstenen i 1899
I 1899 blev grundstenen til kirken lagt, arkitekten Otto Valdemar Koch (1852, Falster – 1902), der også har bygget en del andre kirker, stod for byggeriet og i 1901 stod kirken færdig, og blev indviet den 24. november af biskop Skat Rørdam.
| Citat | Dersom Herren ikke bygger huset, da arbejder bygningsmændene forgæves, dersom Herren ikke bevarer staden, da vogter vægteren forgæves | Citat |
|       | |       |

Biskop Skat Rørdams ord ved indvielsen. Citat fra salme 127

### Apostelkirkens udvikling igennem tiden

#### Diakoni
Kirken tog tidligt del i de mange sociale opgaver, der var brug for på Vesterbro. I 1902 stiftedes Apostelkirkens menighedspleje, som stadig findes i dag. Menighedsplejen har i alle årene forvaltet forskellige store opgaver, særligt gennem de mange diakonissesøstre der i tidens løb har været ansat ved kirken. Menighedsplejens opgaver ændredes en del i 1975, da hjemmeplejen blev overtaget af Københavns Kommune, men har også siden haft diakoner tilknyttet til husbesøg og lignende. Apostelkirken har også været arrangere i et mødested for ensomme kvinder, og har kontakt med Blaa Kors, og Himmelekspressen, hvor der stadig er frivillige fra kirken der hjælper til i.
I 1979 startede DMS et indvandrerarbejde i området, hvor der fra begyndelsen var tilknytning til Apostelkirken, og da så Mødestedet for kvinder lukkede ned i 1983, blev disse lokaler til Mødestedet for indvandrere. To af kirkens præster, deriblandt den nuværende, har været indvandrerpræster samtidig med at være præst i Apostelkirken. Af senere diakonale tiltag kan nævne Kulturcaféen for indvandrerkvinder, samt Brødet og Fisken, som to gange ugentligt uddeler mad fra Apostelkirken og Mariakirken, der også ligger på Vesterbro. Apostelkirkens menighedspleje uddeler i dag julehjælp, hvilket primært finansieres gennem indsamlinger i menigheden samt overskud fra det årlige Julebazar, der afholdes i begyndelsen af kirkeåret.  

#### Menighedsfællesskabet
Kirkefondets byggerier og deriblandt Apostelkirken blev bygget med sigte på at opbygge et større menighedsliv udover de ugentlig gudstjenester. Derfor blev der også fra starten af bygget et Menighedshus, hvor menigheden kunne samles. Og allerede den 1. juli 1902 blev Apostelkirkens Menighedssamfund stiftet, til at samle det frivillige kirkelige arbejde. Søndagsskolen, børnehaven, KFUM&K og FDF K 14 har været en del af kirken.

## Kirkens aktiviteter
Kirken er én af syv kirker i Folkekirken Vesterbro, tidligere betegnet Vesterbro Sogn, og har en særlig profil, idet den udover at være sognekirke tilmed har fokus på migranter og tidligere indsatte. Apostelkirkens har et nært samarbejde med Fangekoret og Café Exit der bl.a. tilbyder gældsrådgiver til tidligere indsatte, der forsøger at genetablere et liv efter afsoning. Apostelkirken huser en række aktiviteter, både af socialetisk og mere traditionel kirkelig art. Her samles ugentligt et ganske stort antal mennesker til søndagsgudstjenester og der tilbydes simultantolkning til engelsk og farsi.
Der er middagsbøn alle hverdage kl. 12.00 med stille meditation, sang, oplæsning af bibelvers, og et par linjer, der bringer dagen ind i et historisk perspektiv. Desuden bedes der skrevne bønner, som menigheden har efterladt den foregående søndag. Der har været daglig bøn i Apostelkirken i over tyve år, hvilket varetages af frivillige og kirkens ansatte. Hver dag har et særligt emne, der bedes for. Claes E. Johansen var i sin tid en bærende person og en stor del af æren for den vedvarende bønspraksis, kan tilskrives ham.
Derudover er der en række mindre fællesskaber, der samles i kirken. Stressfri i Gårdhaven er et diakonalt haveprojekt for stressramte, der lider af angst og andre følgevirkninger. Der er jævnligt foredrag, kurser og tværkulturelle fællesskaber.
Brødet og Fisken er et projekt, der to gange ugentligt uddeler overskudsmadvarer til fattige på Vesterbro fra henholdsvis Apostelkirken og Mariakirken på Vesterbo.

## Kirkens præster
Adskillige præster har i tidens løb været ansat i Apostelkirken. De nuværende præster er Niels Nymann Eriksen, har været i embedet siden foråret 2005 samt Thomas Frovin, der blev ansat den 13. februar 2022. De er begge ansat på fuld tid i Folkekirken Vesterbro.

## Kirkebygningen
- Indgangene i fronten
- Gavlen
- Indgang fra Westend

## Eksterne kilder og henvisninger
- Wikimedia Commons har flere filer relateret til Apostelkirken
- Natkirken i Eliaskirken
- Apostelkirken Arkiveret 31. januar 2011 hos  Wayback Machine hos nordenskirker.dk
- Apostelkirken hos KortTilKirken.dk